# Mausoleo del Príncipe
El Mausoleo del Príncipe (en alemán: Fürstliches Mausoleum) en Stadthagen, Baja Sajonia, en Alemania es un mausoleo erigido por Ernst de Schaumburg (muerto en 1622 ) y su viuda Hedwig de Hesse- Kassel, en los años 1620-1627. Su peculiar arquitectura y el monumento resurrección de Adriaen de Vries lo convierten en un sitio de rango europeo. La cripta fue utilizada como lugar de sepultura de la Cámara de Schaumburg y la Casa de Schaumburg- Lippe hasta 1915.

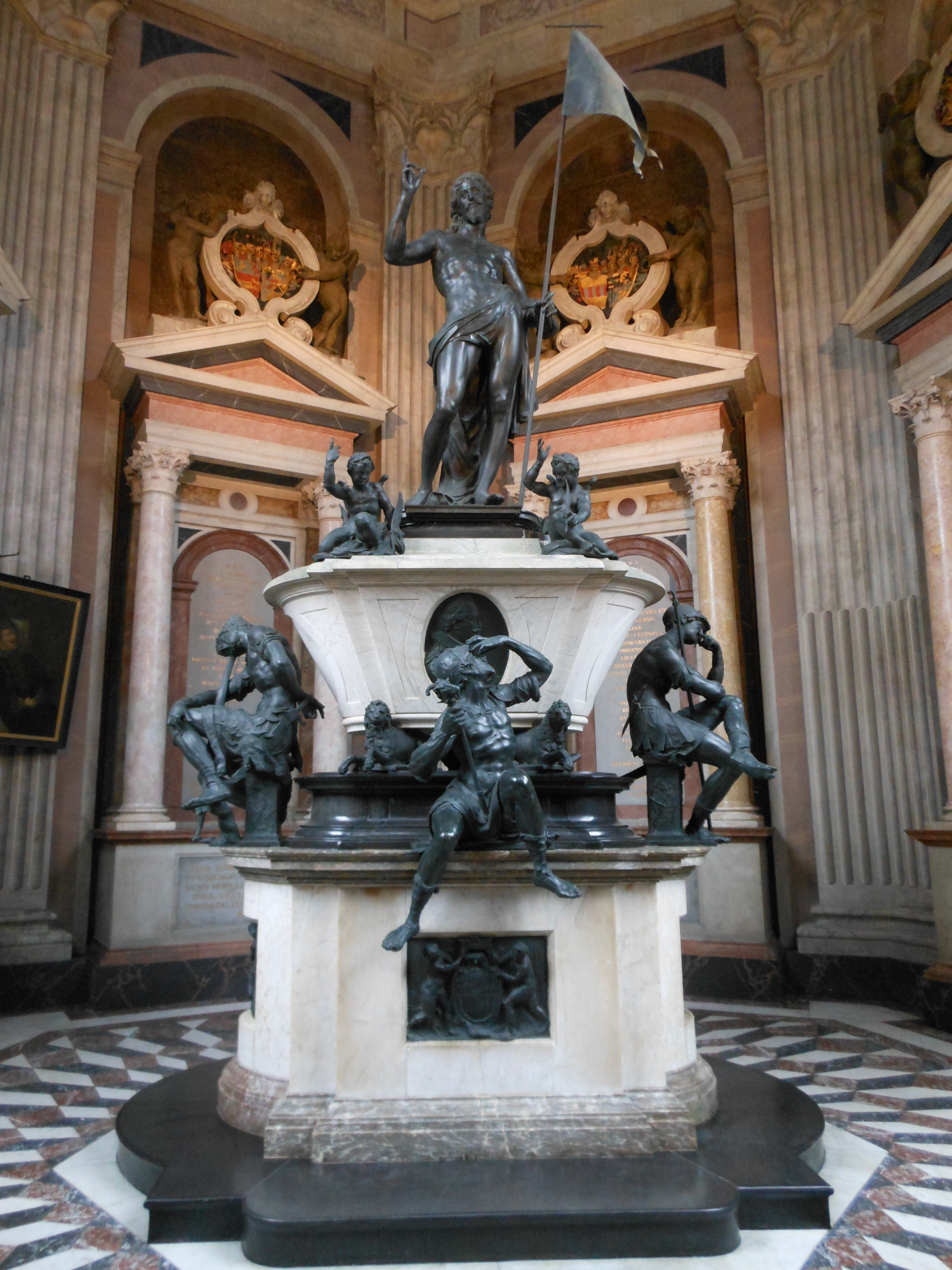
Monumento resurrección de Adriaen de Vries

El mausoleo, que se adjunta a la capilla mayor de la iglesia parroquial de San Martini, es un heptágono abovedado de estilo renacentista italiano diseñado por Giovanni Maria Nosseni. Cuatro de sus paredes están decoradas con epitafios latinos escritos para el príncipe Ernesto, sus padres, y su esposa, enmarcado por aediculas con columnas de mármol italiano . El monumento central de Adriaen de Vries consiste en un enorme pedestal que lleva el cenotafio del príncipe Ernst - concebido simultáneamente como la tumba de Cristo: el cenotafio está rodeado por cuatro adormecidos guardias romanos, y una figura más grande que la vida de Cristo supera "triunfante" en su parte superior. La cúpula, pintada con catorce ángeles músicos, representa el cielo .